# 1760.
1760. je sedmo desetletje v 18. stoletju med letoma 1760 in 1769. 